# Karl Ilg
Karl Ilg (* 23. Dezember 1913 in Dornbirn; † 11. Juli 2000 in Innsbruck) war ein österreichischer Volkskundler. 

## Leben
Nach dem Besuch der Volksschule in Dornbirn und des Franziskanergymnasiums in Hall, begann er 1933 sein Studium der Geschichte und Geographie an der Universität Innsbruck, im selben Jahr trat er der katholischen Studentenverbindung KÖHV Leopoldina Innsbruck im ÖCV bei. Er beendete sein Studium 1937 mit einer Dissertation über die Verwaltungsreformen in Vorarlberg unter Maria Theresia und Joseph II. Studienaufenthalte in Rom und München folgten. 1939 wurde er Assistent am Alemannischen Institut in Freiburg im Breisgau. 1947 habilitierte er bei Professor Hermann Wopfner mit seiner Arbeit über die Walser in Vorarlberg. 1949 übernahm er die Leitung des Instituts für Volkskunde an der Universität Innsbruck und wurde dort 1961 zum Ordinarius ernannt. 1958 initiierte er die Gründung des Österreichischen Fachverbandes für Volkskunde. 1964 und 1965 wirkte er als Dekan der philosophischen Fakultät der Universität Innsbruck. Zum 30. September 1984 wurde er emeritiert.

## Werk
Seine Arbeiten widmen sich ausschließlich den Bereichen des so genannten traditionellen Kanons der Volkskunde. Insbesondere beschäftigte sich Ilg mit Fragen der Wohnkultur, den Walsergemeinden in Vorarlberg, sowie – in seinen letzten Jahren als Ordinarius – mit den Nachfahren deutscher Auswanderer in Südamerika. Während seiner Lehrtätigkeit hielt er entgegen dem politischen Zeitgeist an seiner wissenschaftlich fundierten Lehrmeinung fest und hatte so auch keinen Anteil an der Neuorientierung des Fachs seit den 1960er Jahren. Unbestritten sind seine Leistungen zur Förderung des kulturellen Austauschs sowie der Organisation wirtschaftlicher Aufbauhilfe für die deutschen Aussiedler in Südamerika, vor allem im brasilianischen Treze Tílias (Dreizehnlinden).

## Nachlass
Ilgs Nachlass wird am Vorarlberger Landesarchiv verwahrt.

## Auszeichnungen
- 1977: Großes Silbernes Ehrenzeichen für Verdienste um die Republik Österreich[1]

## Publikationen (Auswahl)
- Landes- und Volkskunde, Geschichte, Wirtschaft und Kunst Vorarlbergs. 4 Bände. Innsbruck, 1961–1968.[2]
- Pioniere in Brasilien. Innsbruck 1972.
- Das Deutschtum in Brasilien (Eckartschriften. Heft 68), Wien 1978.
- Volk und Wissenschaft. Beiträge zur Volkskunde Westösterreichs, Innsbruck 1979.
- Das Deutschtum im Chile und Argentinien, Wien 1982.